# Рада суддів України
Рада суддів України — колегіальний орган, що в період між з'їздами суддів України є вищим органом суддівського самоврядування.
Діяльність Ради суддів України регламентується Законом України «Про судоустрій і статус суддів».
Рада суддів України у період між з'їздами суддів України організовує виконання рішень з'їзду суддів України та контроль за їх виконанням, а також вирішує питання про скликання з'їзду суддів України. Повноваження та порядок роботи Ради суддів України визначаються цим Законом та положенням про Раду суддів України, затвердженим з'їздом суддів України.

## Склад
Раду суддів України обирає з'їзд суддів України. До складу Ради суддів України входять:
- одинадцять суддів від місцевих загальних судів;
- п'ять суддів від місцевих адміністративних судів;
- п'ять суддів від місцевих господарських судів;
- чотири судді від апеляційних судів з розгляду цивільних, кримінальних справ, а також справ про адміністративні правопорушення;
- два судді від апеляційних адміністративних судів;
- два судді від апеляційних господарських судів;
- по одному судді від вищих спеціалізованих судів;
- один суддя Верховного Суду України.

Загальний склад РСУ станом на березень 2015 року складав 40 членів. Головою РСУ була Сімоненко Валентина Миколаївна.
Актуальний склад РСУ станом на жовтень 2019 року налічує 30 членів. Головою РСУ, обраним 5 липня 2019 року, є Моніч Богдан Сільвестрович — суддя Сьомого апеляційного адміністративного суду.

## Повноваження
Рада суддів України:
1. розробляє та організовує виконання заходів щодо забезпечення незалежності судів і суддів, поліпшення стану організаційного забезпечення діяльності судів;
2. розглядає питання правового захисту суддів, соціального захисту суддів та їхніх сімей, приймає відповідні рішення з цих питань;
3. визначає особу, уповноважену представляти бюджетні запити щодо фінансування судів загальної юрисдикції, інших органів та установ судової системи під час розгляду проекту закону про Державний бюджет України на відповідний рік або змін до нього;
4. визначає за поданням Голови Державної судової адміністрації України граничну чисельність працівників Державної судової адміністрації України, у тому числі її територіальних управлінь, у межах видатків на утримання Державної судової адміністрації України;
5. здійснює контроль за організацією діяльності судів, заслуховує з цих питань Голову Державної судової адміністрації України, його заступників, керівників структурних підрозділів і територіальних управлінь Державної судової адміністрації України;
6. звертається з пропозиціями щодо питань діяльності судів до органів державної влади та органів місцевого самоврядування;
7. затверджує зразки посвідчень судді, судді у відставці, народного засідателя, присяжного;
8. здійснює контроль за додержанням вимог законодавства щодо врегулювання конфлікту інтересів у діяльності суддів судів загальної юрисдикції, голови та членів Вищої кваліфікаційної комісії суддів України, Голови Державної судової адміністрації України та його заступників; приймає рішення про врегулювання реального чи потенційного конфлікту інтересів у діяльності зазначених осіб (у разі, якщо такий конфлікт не може бути врегульований у порядку, визначеному процесуальним законом);
9. здійснює інші повноваження, передбачені Законом.